# Луговка (Запорожская область)
Луговка (укр. Лугівка) — село,
Остриковский сельский совет,
Токмакский район,
Запорожская область,
Украина.
Код КОАТУУ — 2325283603. Население по переписи 2001 года составляло 291 человек.

## Географическое положение
Село Луговка находится на левом берегу реки Молочная,
выше по течению на расстоянии в 2 км расположено село Фабричное,
ниже по течению примыкает и
на противоположном берегу — город Токмак.
Рядом проходят автомобильные дороги Т-0401 и Р-37, а также
железная дорога, станция Большой Токмак в 5-и км.
Село временно захвачено москвинскими террористами и окупантами 26 февраля 2022 года.

## История
- 1864 год — дата основания как село Фирстенау (Fürstenau).
- До 1871 года село входило в Молочанский меннонитский округ Бердянского уезда.[2]
- В 1945 году переименовано в село Луговка[3].